# Foum el-Oued
Foum el-Oued is een stad in de door Marokko beheerste Westelijke Sahara. De stad ligt aan de Atlantische Oceaan.

## Ligging
Foum el-Oued bevindt zich aan de Atlantische Oceaan ten zuidoosten van de Canarische Eilanden. De stad ligt op 22 km van de hoofdstad van de Westelijke Sahara, Al Ajoen.